# Tweede Kamerverkiezingen in het kiesdistrict Delft (1888-1918)

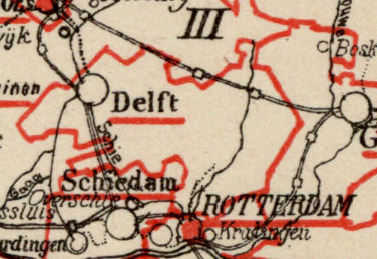
Kiesdistrict Delft (1888)

Tweede Kamerverkiezingen in het kiesdistrict Delft (1888-1918) geeft een overzicht van verkiezingen voor de Nederlandse Tweede Kamer in het kiesdistrict Delft in de periode 1888-1918.
Het kiesdistrict Delft was al ingesteld in 1848. De indeling van het kiesdistrict werd gewijzigd na de grondwetsherziening van 1887; tevens werd het kiesdistrict toen omgezet in een enkelvoudig district. Tot het kiesdistrict behoorden vanaf dat moment de volgende gemeenten: Bergschenhoek, Berkel, Bleiswijk, Delft, Hillegersberg, Hof van Delft, Pijnacker, Vrijenban en Zevenhuizen.
Het kiesdistrict Delft vaardigde in dit tijdvak per zittingsperiode één lid af naar de Tweede Kamer.
Legenda
- cursief: in de eerste verkiezingsronde geëindigd op de eerste of tweede plaats, en geplaatst voor de tweede ronde;
- vet: gekozen als lid van de Tweede Kamer.

## 6 maart 1888
De verkiezingen werden gehouden na vervroegde ontbinding van de Tweede Kamer.
|                  | 6 maart |
| ---------------- | ------- |
| Kiesgerechtigden | 3.006   |
| Opkomst          | 2.692   |
| Geldige stemmen  | 2.667   |
| Blanco stemmen   | 22      |
| Kandidaten       |         |
| J.C. Fabius      | 1.403   |
| J.G. Gleichman   | 1.247   |

## 22 april 1890
Jan Fabius, gekozen bij de verkiezingen van 6 maart 1888, trad op 26 maart 1890 af vanwege zijn benoeming als inspecteur van het lager onderwijs. Om in de ontstane vacature te voorzien werd een tussentijdse verkiezing gehouden. 
|                      | 22 april |
| -------------------- | -------- |
| Kiesgerechtigden     | 3.142    |
| Opkomst              | 2.691    |
| Geldige stemmen      | 2.671    |
| Blanco stemmen       | 16       |
| Kandidaten           |          |
| H.A.van de Velde     | 1.403    |
| A.P.C. van Karnebeek | 1.274    |

## 9 juni 1891
De verkiezingen werden gehouden na ontbinding van de Tweede Kamer.
|                           | 9 juni | 23 juni |
| ------------------------- | ------ | ------- |
| Kiesgerechtigden          | 3.205  | 3.205   |
| Opkomst                   | 2.744  | 2.921   |
| Geldige stemmen           | 2.713  | 2.888   |
| Blanco stemmen            | 29     | 33      |
| Kandidaten                |        |         |
| H.A. van de Velde         | 1.310  | 1.459   |
| J.P.R. Tak van Poortvliet | 1.238  | 1.429   |
| B.M. Bahlmann             | 129    |         |

## 10 april 1894
De verkiezingen werden gehouden na vervroegde ontbinding van de Tweede Kamer.
|                   | 10 april | 24 april |
| ----------------- | -------- | -------- |
| Kiesgerechtigden  | 3.269    | 3.269    |
| Opkomst           | 2.155    | 2.355    |
| Geldige stemmen   | 2.105    | 2.306    |
| Blanco stemmen    | 38       | 42       |
| Kandidaten        |          |          |
| W.H. de Beaufort  | 929      | 1.523    |
| H.A. van de Velde | 682      | 783      |
| A.N. de Lint      | 488      |          |

## 18 mei 1894
W.H. de Beaufort, gekozen bij de verkiezingen van 10 en 24 april 1894, was tevens gekozen in de kiesdistricten Amsterdam en Utrecht. Hij opteerde voor Amsterdam, als gevolg waarvan in Delft een naverkiezing werd gehouden.
|                               | 18 mei |
| ----------------------------- | ------ |
| Kiesgerechtigden              | 3.265  |
| Opkomst                       | 2.017  |
| Geldige stemmen               | 1.977  |
| Blanco stemmen                | 36     |
| Kandidaten                    |        |
| G.J.T. Beelaerts van Blokland | 1.120  |
| W.M.H. Boers                  | 657    |
| H.A. van de Velde             | 195    |

## 9 april 1897
G.J.T. Beelaerts van Blokland, gekozen bij de verkiezingen van 18 mei 1894, overleed op 14 maart 1897. Om in de ontstane vacature te voorzien werd een tussentijdse verkiezing gehouden.
|                                   | 9 april |
| --------------------------------- | ------- |
| Kiesgerechtigden                  | 3.275   |
| Opkomst                           | 1.157   |
| Geldige stemmen                   | 1.108   |
| Blanco stemmen                    | 27      |
| Kandidaten                        |         |
| N.G. Pierson                      | 632     |
| O.J.E. van Wassenaer van Catwijck | 408     |
| W. Bossard                        | 68      |

## 15 juni 1897
De verkiezingen werden gehouden na ontbinding van de Tweede Kamer.
|                                   | 15 juni | 25 juni |
| --------------------------------- | ------- | ------- |
| Kiesgerechtigden                  | 5.119   | 5.119   |
| Opkomst                           | 4.225   | 4.436   |
| Geldige stemmen                   | 4.154   | 4.383   |
| Blanco stemmen                    | 71      | 53      |
| Kandidaten                        |         |         |
| H.A. van de Velde                 | 2.042   | 2.327   |
| N.G. Pierson                      | 1.288   | 2.056   |
| O.J.E. van Wassenaer van Catwijck | 581     |         |
| P. Nolting                        | 243     |         |

## 14 juni 1901
De verkiezingen werden gehouden na ontbinding van de Tweede Kamer.
|                   | 14 juni |
| ----------------- | ------- |
| Kiesgerechtigden  | 5.661   |
| Opkomst           | 4.274   |
| Geldige stemmen   | 4.218   |
| Blanco stemmen    | 56      |
| Kandidaten        |         |
| H.A. van de Velde | 2.464   |
| W.T.C. van Doorn  | 1.196   |
| J.A. Bergmeyer    | 558     |

## 16 juni 1905
De verkiezingen werden gehouden na ontbinding van de Tweede Kamer.
|                   | 16 juni |
| ----------------- | ------- |
| Kiesgerechtigden  | 6.669   |
| Opkomst           | 6.036   |
| Geldige stemmen   | 5.997   |
| Blanco stemmen    | 39      |
| Kandidaten        |         |
| H.A. van de Velde | 3.386   |
| A.R. Zimmerman    | 2.029   |
| J.A. Bergmeyer    | 582     |

## 11 juni 1909
De verkiezingen werden gehouden na ontbinding van de Tweede Kamer.
|                   | 11 juni |
| ----------------- | ------- |
| Kiesgerechtigden  | 7.438   |
| Opkomst           | 6.023   |
| Geldige stemmen   | 5.946   |
| Blanco stemmen    | 77      |
| Kandidaten        |         |
| H.A. van de Velde | 3.828   |
| H.J. Romeijn      | 1.357   |
| K. ter Laan       | 761     |

## 17 juni 1913
De verkiezingen werden gehouden na ontbinding van de Tweede Kamer.
|                   | 17 juni |
| ----------------- | ------- |
| Kiesgerechtigden  | 8.453   |
| Opkomst           | 7.104   |
| Geldige stemmen   | 6.959   |
| Blanco stemmen    | 145     |
| Kandidaten        |         |
| H.A. van de Velde | 4.029   |
| W.J.C. van Santen | 1.611   |
| S.P. Baart        | 1.238   |
| W. van Ravesteijn | 81      |

## 15 juni 1917
De verkiezingen werden gehouden na ontbinding van de Tweede Kamer.
|                   | 15 juni |
| ----------------- | ------- |
| Kiesgerechtigden  | 9.856   |
| Kandidaten        |         |
| H.A. van de Velde |         |

De zeven in de vorige Tweede Kamer vertegenwoordigde partijen hadden afgesproken in elkaars kiesdistricten geen tegenkandidaten te stellen. Van de Velde was derhalve de enige kandidaat; hij werd zonder nadere stemming gekozen verklaard.

## Opheffing
De verkiezing van 1917 was de laatste verkiezing voor het kiesdistrict Delft. In 1918 werd voor verkiezingen voor de Tweede Kamer overgegaan op een systeem van evenredige vertegenwoordiging met kandidatenlijsten van politieke partijen. 